# Cielądz (gmina)
Cielądz (daw. gmina Gortatowice) – gmina wiejska w województwie łódzkim, w powiecie rawskim. W latach 1975–1998 gmina położona była w województwie skierniewickim.
Siedziba gminy to Cielądz.
Według danych z 30 czerwca 2004 gminę zamieszkiwało 4114 osób.

## Struktura powierzchni
Według danych z roku 2002 gmina Cielądz ma obszar 93,88 km², w tym:
- użytki rolne: 79%
- użytki leśne: 14%

Gmina stanowi 14,52% powierzchni powiatu.

## Demografia

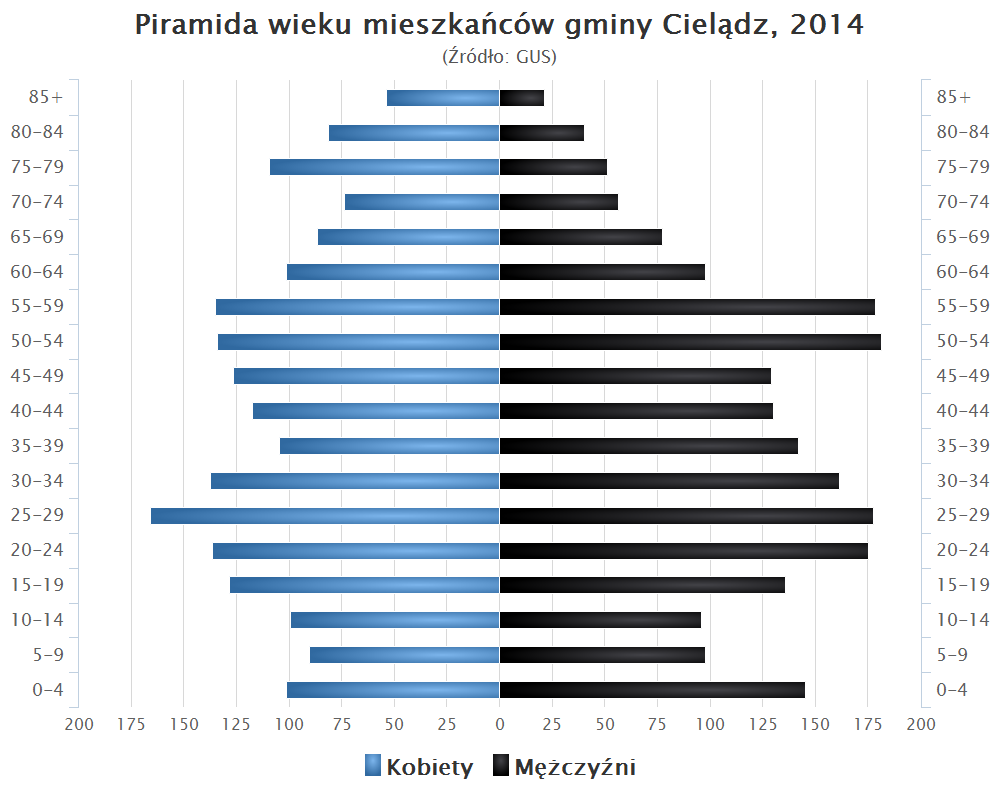
Piramida wieku mieszkańców gminy Cielądz w 2014 roku

Dane z 30 czerwca 2004:
| Opis                              | Ogółem | Ogółem | Kobiety | Kobiety | Mężczyźni | Mężczyźni |
| --------------------------------- | ------ | ------ | ------- | ------- | --------- | --------- |
| jednostka                         | osób   | %      | osób    | %       | osób      | %         |
| populacja                         | 4114   | 100    | 2056    | 50      | 2058      | 50        |
| gęstość zaludnienia (mieszk./km²) | 43,8   | 43,8   | 21,9    | 21,9    | 21,9      | 21,9      |

## Miejscowości

### Sołectwa
Brzozówka, Cielądz, Gortatowice, Grabice, Gułki, Komorów, Kuczyzna, Łaszczyn, Mała Wieś, Mroczkowice, Niemgłowy, Ossowice, Sanogoszcz, Sierzchowy, Stolniki, Wisówka, Wylezinek, Zuski.

### Pozostałe miejscowości
Parolice.

## Sąsiednie gminy
Czerniewice, Nowe Miasto nad Pilicą, Rawa Mazowiecka, Regnów, Rzeczyca